# Hípocle
Hípocle (en llatí Hippoclus, en grec antic Ἵπποκλος) fou un governant grec, tirà de Làmpsac.
El seu fill, Eàntides, es va casar amb Arquedice, filla d'Hípies, el fill de Pisístrat, segons Tucídides per enfortir els lligams d'Hípies amb l'Imperi Aquemènida. És el mateix personatge que Heròdot menciona, i diu que formava part l'expedició persa de Darios I el Gran contra els escites d'Europa que van creuar el Danubi.